# Terreiro Caxuté
A Comunidade Terreiro Caxuté é um território de identidade bantu-ameríndia, que se constitui num terreiro de candomblé bantu fundado em 1994, pela sacerdotisa afro Maria Balbina dos Santos, Mãe Bárbara de Cajaíba, Valença, Baixo Sul da Bahia, Costa do Dendê. Dentro da Comunidade Caxuté, são realizadas várias atividades afro-brasileiras e afro-ameríndia, tem a Escola Caxuté, a Associação Cultural e Religiosa (ACULTEMA). Tem como inquice (divindade) regente: Lembaranganga e Quitembo. Teve sua utilidade pública declarada pela lei municipal de Valença nº 2.257, de 1º de novembro de 2012. Está registrado na Federação Nacional do Culto Afro Brasileiro FENACAB, sob o número 3445.

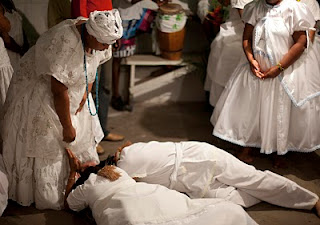
A bênção no Caxuté

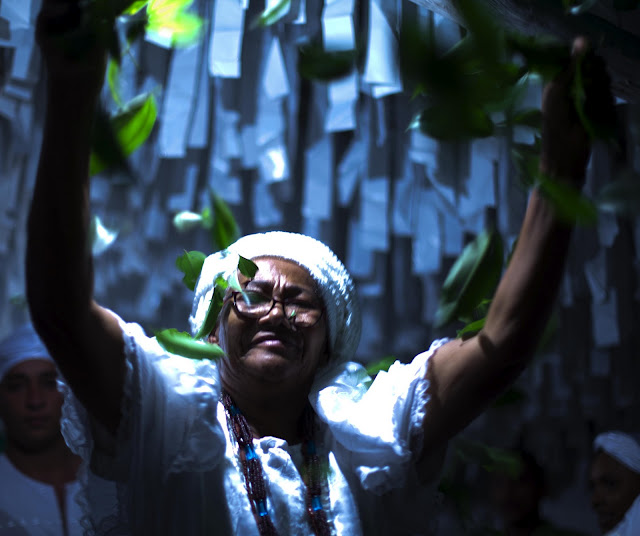
Mãe Elvira, atual zeladora de Mãe Bárbara

É justamente por entender a importância da autoafirmação como estratégia básica para manutenção da identidade e superação das desigualdades que o terreiro se constitui em um território que resguarda e atualiza um conjunto de sabedorias produzidas por sujeitos historicamente excluídos dos lugares oficiais de “poder”, onde se resguarda a ordem verticalizada a sociedade de consumo vigente. A Comunidade Caxuté vem ao longo dos últimos anos, construindo junto a uma série de parceiros, um conjunto de iniciativas que possibilite uma prática social e cultural para além da colonialidade, enraizada em uma cosmovisão construída e compartilhada pelos Povos e Comunidades de Terreiro oriundos da tradição Bantu, é neste sentido que propomos a realização da III Vivência Internacional na Comunidade Caxuté (VIVER TERREIRO). (2016, pag 1).

## História
Fundado em 1994 por Mãe Bárbara e por seu primeiro esposo, Irênio Querino Barbosa, juntamente com Mãe Mira (Almira da Conceição), da Rua dos Cajueiros, que fundamentou e sacralizou todo o espaço religioso. Inicialmente funcionou na Rua das Flores, em Valença, mudando-se depois, no ano de 2000 para a Rua da Graciosa onde encontra-se até hoje.

## Calendário anual
Méa Kambuká - Águas de Lemba de 1 a 16 de janeiro
Mulheres Caxuté: Encontro de Mulheres e das Relações de Gênero (geralmente ocorre no mês de março).
Festa "Kizoomba Maionga" - Malunda Kitembu - de 6 a 10 de agosto.
ENAFRO - Encontro Afro Ecumênico da Comunidade Caxuté de 1 a 4 de dezembro.

## Escola
A Escola Caxuté é parte integrante da comunidade cultural religiosa, é a primeira Escola de Religião e Cultura de Matriz Africana do Baixo Sul da Bahia. A Escola Caxuté é um espaço educativo, onde jovens, adultos e crianças estão em constante interação na busca da melhor maneira possível de compreender o contexto de forma a melhor integrar-se na vida. O nosso grande desafio é possibilitar o acesso ao conhecimento oficial, buscando alternativas que permitam o desrecalque cultural e promovam a afirmação da nossa entidade cultural.
Pretende, como dizia Mãe Ondina, falecida Ialaxé na comunidade terreiro Ilê Axé Opô Afonjá, ver as crianças de hoje, amanhã com anel no dedo e aos pés de Xangô. No universo Nagô, Oxumarê, representado pelo arco –íris com sua multiplicidade de cores, emergindo da Terra em seu transcurso para o além, é o Orixá que expressa a variedade dos destinos, as diferentes qualidades do axé, força vital, a multiplicidade da vida e de seu conhecimento.
Hoje o olhar para os mestres de capoeira, para as baianas de acarajé, para o samba de roda, para o zambiapunga, nos dá a certeza de que reavivar esses saberes, representa manifesto de resistência contra a violência das desigualdades. Procuramos atuar na interação das diferenças na busca do equilíbrio, da harmonia, da complementação. Para tanto buscamos uma educação baseada no apelo a todos os sentidos, onde as cores, sons, danças, roupas, culinária, banhos combinam-se na ação e expressão da elaboração, realização e comunicação de uma visão de mundo que ultrapasse os umbrais do texto."

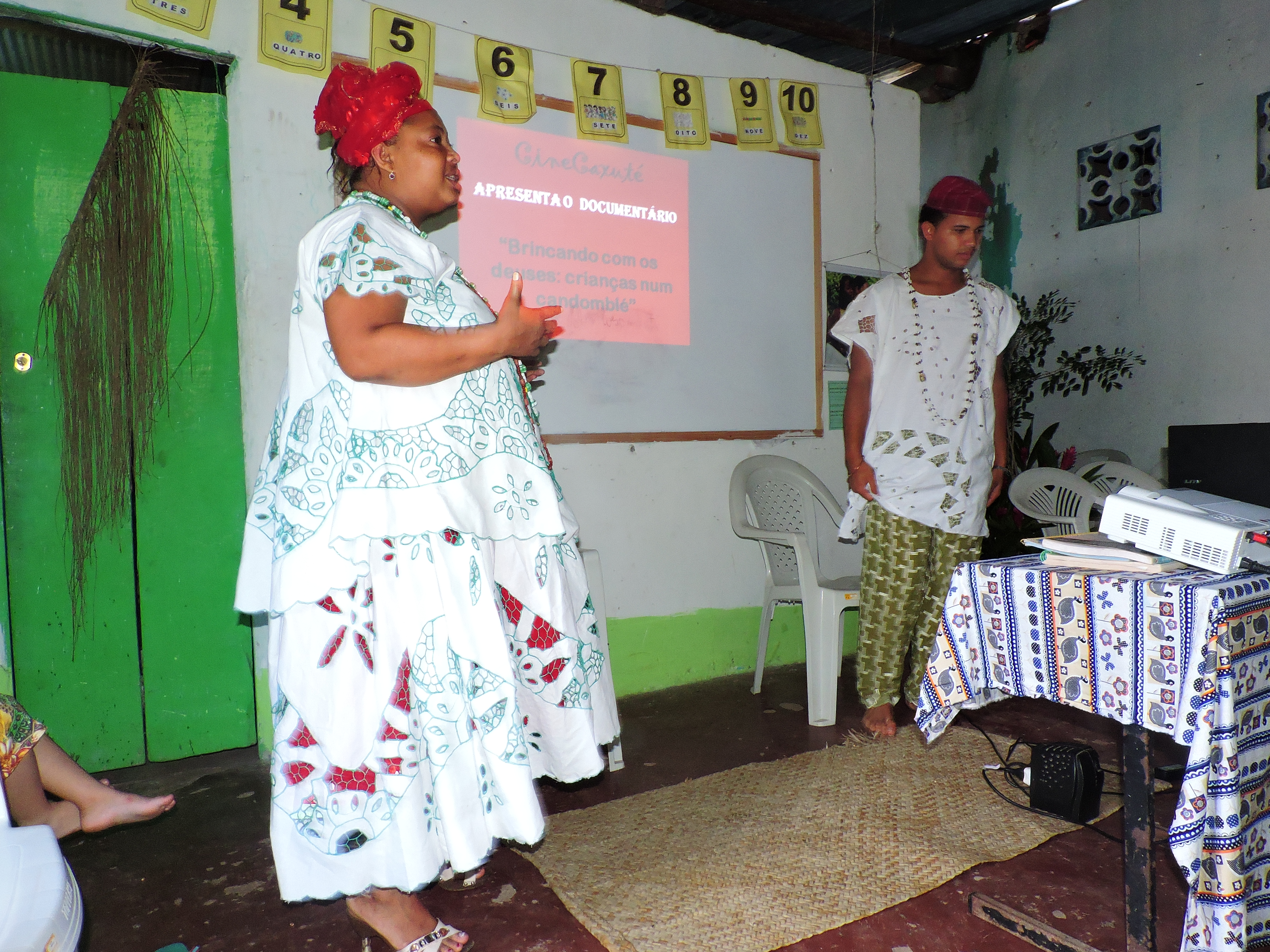
Projeto Cinema de Terreiro

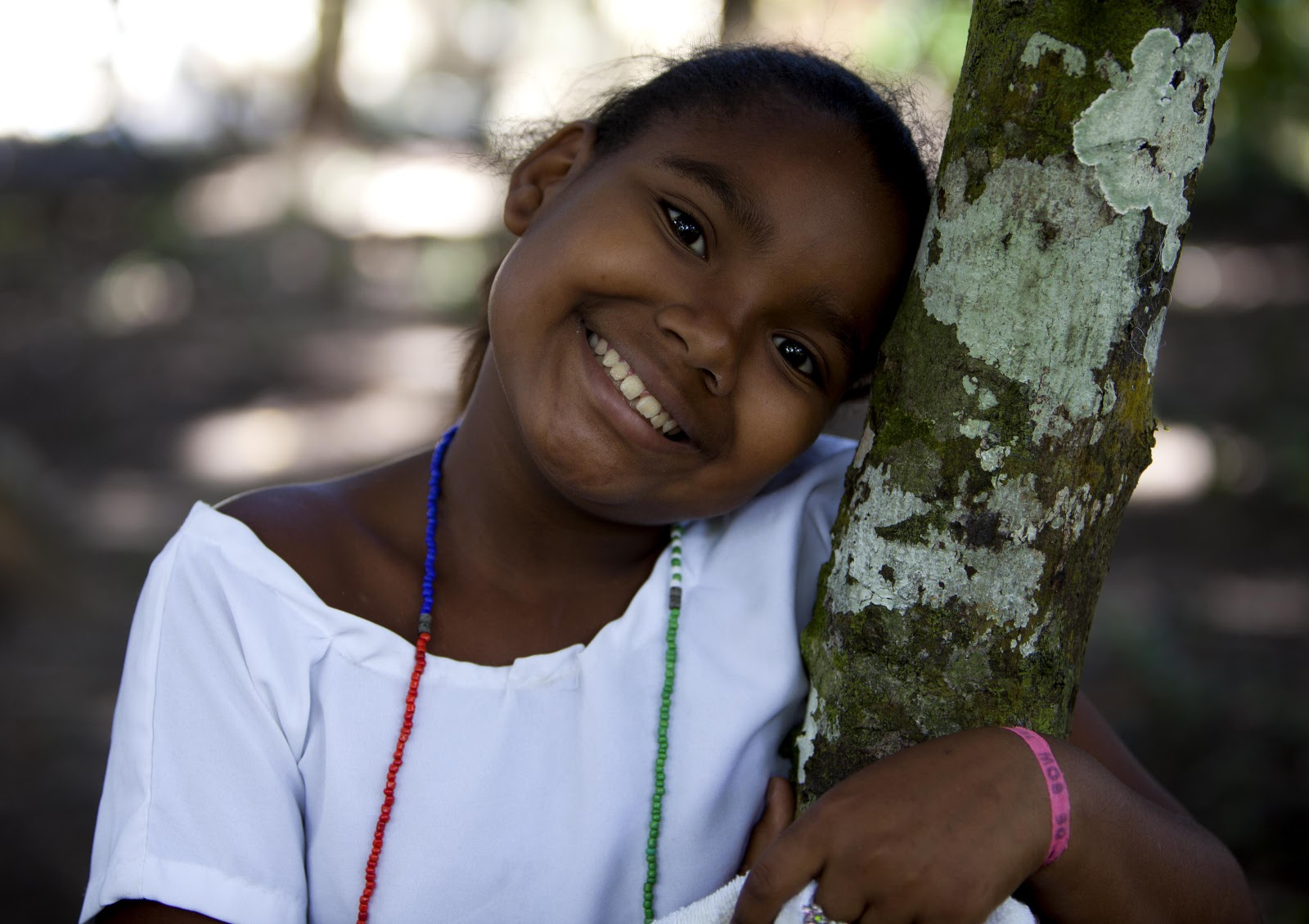
Criança do Caxuté

## Associação representativa
Associação Cultural e Religiosa Terreiro Caxuté Tempo Marvila Senzala do Dendê - ACULTEMA

## Vivências
Com a finalidade de integrar-se a diversos segmentos da sociedade o Terreiro Caxuté promove vivências.
- A  "Primeira Vivência Estadual Vivenciando a Comunidade Terreiro Caxuté" aconteceu em agosto de 2010; foi a primeira experiência em nível estadual, no Encontro de Educadores e Lideranças Quilombolas.

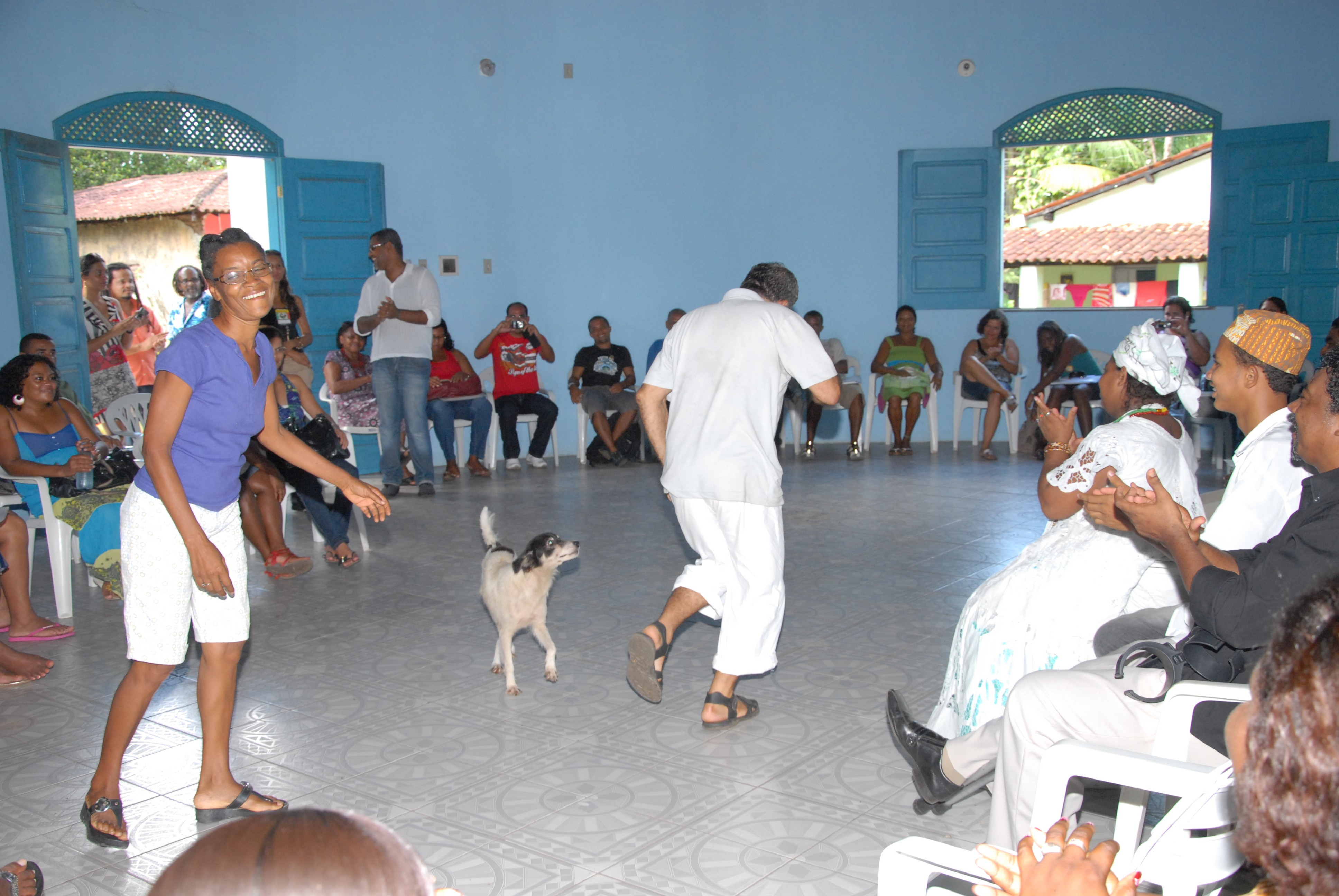
Momento de apresentação - 1ª Vivência Estadual

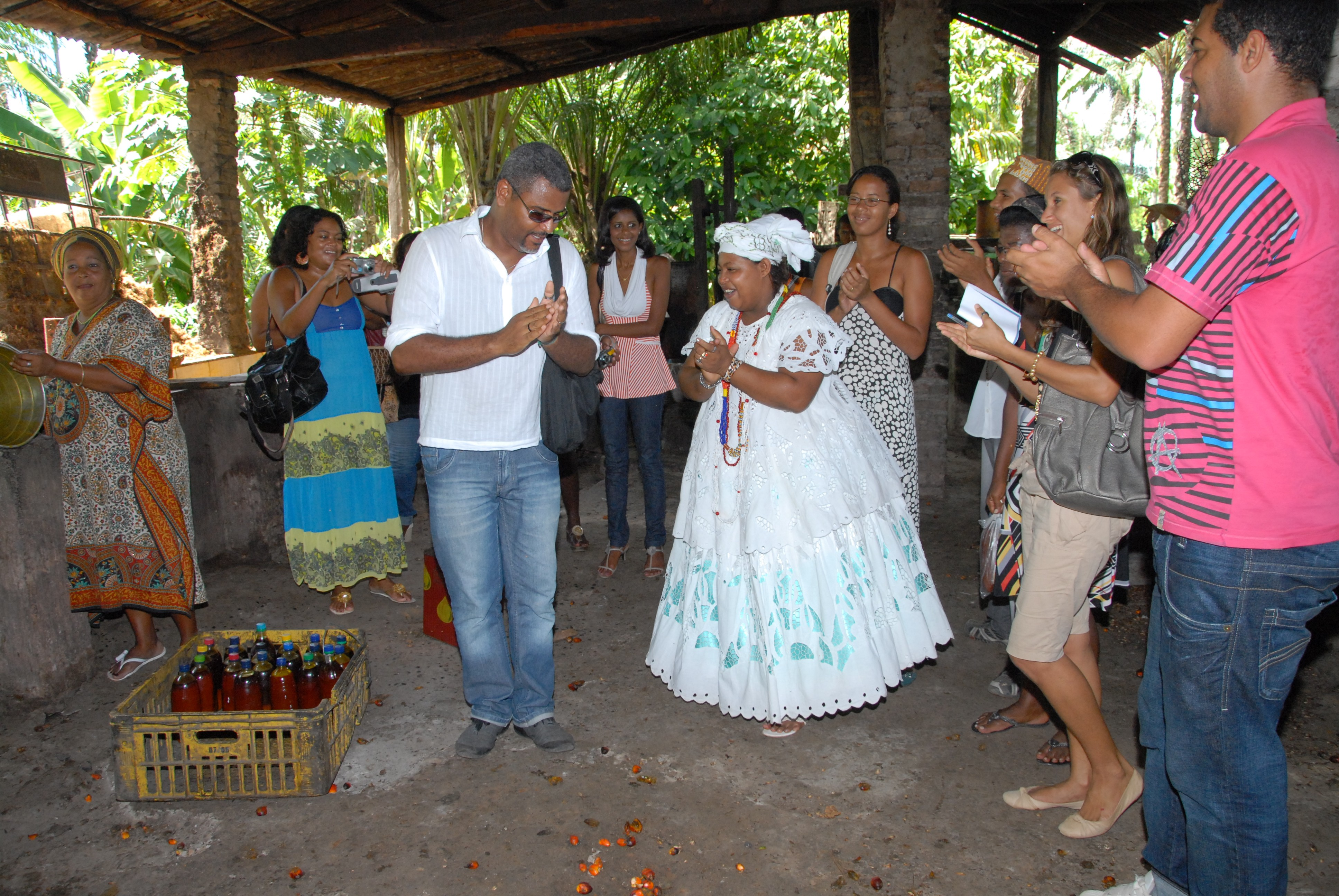
Samba no Rodão de dendê - 1ª Vivência Estadual

- A Segunda "Vivência Nacional Vivenciando a Comunidade Caxuté" foi realizada em 2012 em parceria com diversas universidades federais e estaduais do Brasil, promovida pelo 55º Congresso Nacional de Estudantes de Agronomia - CONEA.

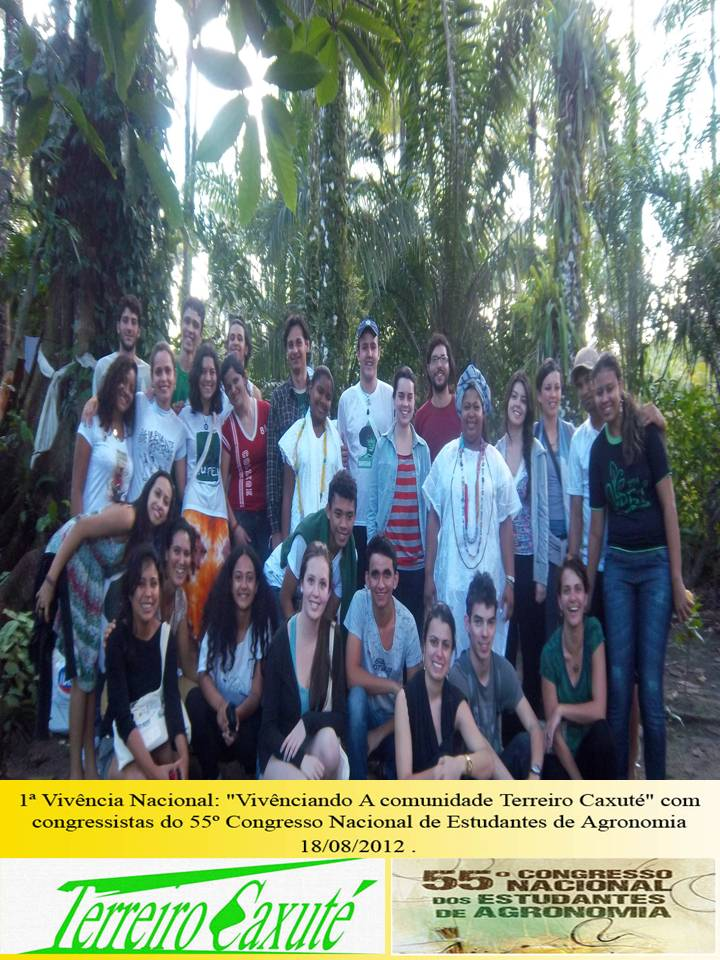
Vivência Nacional - 55º CONEA

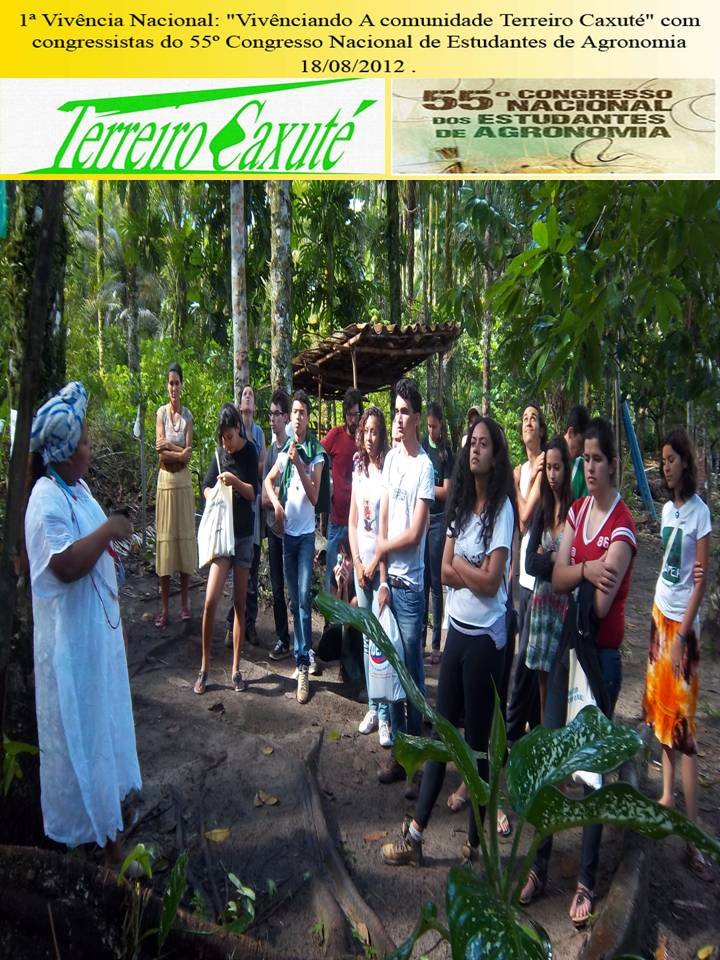
Vivência Nacional -55º CONEA

- Já a última foi a “Primeira Vivência Internacional”, com a participação de estudantes e professores da Unilab - Universidade da Integração Internacional da Lusofonia Afro-Brasileira, no Terreiro Caxuté, em 09 e 10 de agosto de 2014. Nesse evento, com uma programação voltada para encontros com convidados especiais, mostra de vídeos, exposição fotográfica e oferta de iguarias da culinária afro-baiana, o  Terreiro Caxuté comemorou duas décadas de existência. Nessa ocasião, foi possível integrar o ritual sagrado a uma roda de conversa com docentes e discentes da Universidade da Integração Internacional da Lusofonia Afro-brasileira – Unilab, campus dos Malês. Em roda de conversa com a sacerdotisa afro Mãe Bárbara, adeptos  do Candomblé, intelectuais  e simpatizantes puderam saber um pouco mais sobre Ancestralidade, Memória, Educação e Resistência do Candomblé Angola Bantu - Terreiro Caxuté. Na ocasião, houve uma inspiradora exposição fotográfica intitulada “Nos corredores da fé: na intimidade da Comunidade Terreiro Caxuté,” autoria do fotógrafo francês Richard Mas.[3]

Depoimentos sobre a 1ª Vivência Internacional
| “ | "A minha participação na festa do Terreiro foi ótima. O ambiente era de harmonia, convivência, amor e reconhecimento dos valores das crenças tradicionais africanas. O preconceito que muitas pessoas têm sobre esta religião, o Candomblé, não tem relação direta com as práticas que vi e vivi durante a minha experiência na Festa de Maionga; é uma festa sagrada que valoriza as crenças tradicionais africanas e reconhece as raízes dos ancestrais. O que me marcou foi flexibilidade, a simpatia, a vontade incansável da lutadora Mãe Bárbara, que conseguiu reunir todos os participantes num ambiente muito agradável. Não tem melhor e nem pior religião no mundo. A fé determina a pessoa na sua escolha." (Leonel Vicente Mendes - Guiné-Bissau – graduando em Humanidades da Unilab) | ” |

| “ | "A minha experiência durante a “Festa da Maionga” é que o Candomblé não é assim como as pessoas falam e pensam que é uma religião do mal. Não é verdade, pois o que eu observei ao momento do culto são coisas normais. O que mais me encantou foi a Mãe Bárbara, uma mãe 100% acolhedora, honesta, simpática, e enfim uma mãe com coração puro, cheio de amor, que acolhe qualquer pessoa independente de sua religião" (Luís Fernandes Júnior - Guiné-Bissau – graduando em Humanidades da Unilab) | ” |

| “ | "Participar da Festa da Maionga, nos dias 9 e 10 de agosto deste ano, foi uma experiência singular. Pude conhecer uma comunidade que professa o Candomblé, pela primeira vez. A tradição religiosa a que pertenço (presbiterianismo) não vê com bons olhos as religiões africanas: no meio evangélico-protestante há forte tendência à demonização dessas manifestações. Experimentei uma convivência respeitosa e fraterna e pude testemunhar a força dos elos étnico-comunitários que alimentam sonhos e ideais da Comunidade Caxuté, que resiste, com vigor, aos preconceitos que os descendentes africanos sofrem, no Brasil." (Dr. Paulo Sérgio de Proença — professor da Unilab) | ” |

## Visitas internacionais - Intercâmbios
- Recebeu representantes do governo de Maputo, capital de Moçambique.
- Recebeu o casal de pesquisadores norte americanos, Case Waktikns (doutorando no departamento de geografia e antropologia na Universidade da Louisiana (LSU) nos EUA)e da sua esposa, a cientista política Kristin (Cristina) Wylie que é doutoranda no departamento de governo (ciências políticas) na Universidade do Texas (UT-Austin) nos EUA, os quais pesquisaram em 2 meses sobre o uso do dendê no Terreiro Caxuté, para sua pesquisa de doutorado.
- Recebeu o antropólogo português João de Pina Cabral, o qual gravou um documentário com Mãe Bárbara, chamado de "Estrada da Graciosa", que consta no acervo do Terreiro Caxuté.

## Participações
- O Terreiro Caxuté e o Conselho Quilombola do Território do Baixo Sul participaram de uma Sessão Plenária da Câmara dos Lojistas (CDL) de Valença na Bahia, o deputado Luiz Alberto (PT/BA) do Baixo Sul declarou: “Estamos reafirmando o nosso apoio as associações e ao movimento social do Baixo Sul, para garantir o fortalecimento do programa de biodiesel, da agricultura familiar, das comunidades quilombolas, das comunidades de terreiros, aos pescadores, marisqueiras e para a luta de combate ao racismo e pelo fim das desigualdades”[4]

## Utilidade Pública
Utilidade Pública Municipal:
- Lei Municipal nº 2.257 de 1º de dezembro de 2012. Diário Oficial do Município de Valença

Utilidade Pública Estadual:
- Lei n º 13.292, publicada no Diário do Legislativo nº 21.627 do Estado da Bahia

## Prêmios e reconhecimentos
Nota 100 no PRÊMIO CULTURAS AFRO-BRASILEIRAS - 2014 - Fundação Cultural Palmares

## Livros, monografia, artigos
- Terreiro Caxuté, Um Caminho na minha vida, da autoria do pedagogo Gilberto Magalhães. Universidade Estadual da Bahia. 2011.
- Mapeamento dos Espaços de Religião de Matriz Africana do Baixo Sul da Bahia, lançado pela SEPROMI.
- Cotidiano e trabalho das marisqueiras e catadeiras de Valença-Ba (1960-2000), da autoria da Mestra Maria de Fátima Fernandes Brasão.
- Mãe Mira: a Estrela Negra da Costa do Dendê. Monografia de autoria de Taata Luangomina para obtenção do título de Bacharel em Humanidades (UNILAB).
- A Nzo e Nzambi.